# リエスコ島
リエスコ島 (Isla Riesco) は、ブルンスウィック半島の西にあるチリ領の島。チリの島では大きなものの一つであり、5110平方キロメートルの広さを持つ。最高地点はAtalaya山の1830mである。北にオトウェイ湾、南にスカイリング湾があり、両者を結ぶ狭いフィッツロイ海峡がリエスコ島と大陸本土とを隔てている。またムニョス・ガメロ半島南部との間も別の狭いGeronimo海峡で隔てられている。
リエスコ島はチリで最大の石炭の埋蔵量があり、採掘活動は1880年までさかのぼれる。かつてMagdalena、Elena、Josefina
という鉱山があり、MagdalenaとJosefinaは1940年には10万トンを産出していた。Río Eduardo、Elena および Estancia Inviernoにある鉱床には3億トン以上の低品質の石炭があると考えられている。
リエスコ島には多くの氷河がある。